# Ясменцы
Ясменцы (бел. Ясменцы) — упразднённая деревня в Брагинском районе Гомельской области Беларуси. Входила в состав Сперижского сельсовета.
После катастрофы на Чернобыльской АЭС и радиационного загрязнения жители (35 семей) переселены в 1986 году в чистые места.

## География

### Расположение
В 10 км на юго-запад от Брагина, 27 км от железнодорожной станции Хойники (на ветке Василевичи — Хойники от линии Калинковичи — Гомель), 130 км от Гомеля.

## Транспортная сеть
Транспортные связи по просёлочной, затем автомобильной дороге Комарин — Брагин.
Планировка состоит из прямолинейной меридиональной улицы, застроенной деревянными домами усадебного типа. В связи с высоким уровнем радиационного загрязнения все постройки снесены и захоронены под слоем земли.

## История
По письменным источникам известна с XVIII века как деревня в Речицком повете Минской губернии. С 1811 года владение Ракицких. Согласно переписи 1897 года находились: часовня, ветряная мельница, кузница, в Брагинской волости.
В 1931 году организован колхоз «Страна советов», работали ветряная мельница (с 1915 года) и кузница. Согласно переписи 1959 года. Входила в состав колхоза имени М. И. Калинина (центр — деревня Глуховичи).
В 2005 году деревня Ясменцы исключена из данных по учёту административно-территориальных и территориальных единиц.

## Население

### Численность
- 1986 год — жители (35 семей) переселены

### Динамика
- 1850 год — 11 дворов
- 1897 год — 30 дворов, 195 жителей (согласно переписи)
- 1908 год — 45 дворов, 227 жителей
- 1959 год — 173 жителя (согласно переписи)
- 1986 год — жители (35 семей) переселены

## Известные уроженцы
- Б. В. Шилец — Герой Социалистического Труда